# A Visão da Cruz (Rafael)
A Visão da Cruz é uma pintura feita entre 1520 e 1524 por assistentes do artista renascentista italiano Rafael. Após a morte do mestre, em 1520, Gianfrancesco Penni, Giulio Romano e Raffaellino del Colle, da oficina de Rafael, trabalharam juntos para terminar a encomenda de decorar com afrescos as salas que hoje são conhecidas como Stanze di Raffaello, no Palácio Apostólico no Vaticano.
As Salas de Rafael (em italiano: Stanze di Raffaello) formam um conjunto de salas de recepção no Palácio Apostólico, agora parte dos Museus do Vaticano, na Cidade do Vaticano. Elas são famosas por seus afrescos, pintados por Rafael e sua oficina. Juntamente com os afrescos do Teto da Capela Sistina de Michelangelo, eles são as grandes sequências de afrescos que marcam o Alto Renascimento em Roma.

## História
A decoração da Sala de Constantino, o último dos Quartos de Rafael, foi encomendada pelo Papa Leão X em 1517. Rafael, encarregado de mil compromissos, teve tempo suficiente para fazer os desenhos preparatórios e iniciar uma espécie de friso para a primeira parede, antes de morrer repentinamente em 6 de abril de 1520. O trabalho foi então continuado por seus alunos.